# Martin Laliberté (compositeur)
Pour les articles homonymes, voir Martin Laliberté et Laliberté.
Martin Laliberté (né à Québec en 1963) est un compositeur de musique contemporaine et professeur des universités en musique et technologie à l'Université Gustave-Eiffel. 

## Biographie

### Formation et carrière
Après son Baccalauréat et sa Maîtrise en composition musicale à l'Université Laval à Québec, ainsi que des études en composition, musique informatique et musique de film à l'Université d'État de Californie à Northridge, Martin Laliberté s'installe en France en 1988 pour y approfondir sa formation à l'École des Hautes Études en Sciences Sociales ainsi qu'à l'Université Paris-8. Il poursuit ses études avec un Diplôme d'Études Approfondies (maîtrise) avec mémoire en musique du XXe siècle et un doctorat en musique et musicologie du XXe siècle de l'École des Hautes Études en Sciences Sociales, tous les deux dirigés par Hugues Dufourt du Centre National de la Recherche Scientifique et Jean-Baptiste Barrière de l'Institut de Recherche et Coordination Acoustique/Musique. C'est après ces diplômes qu'il est embauché en tant que maître des conférences à l'Université de Bourgogne en 1995. Il entame ensuite sa carrière en 2002 en tant que maître des conférences à l'Université de Marne-la-Vallée, renommée Université Gustave-Eiffel. 
Il termine ses études par l'obtention de l'Habilitation à Diriger des Recherches à l'Université Paris-8 en 2005, dirigée par Horacio Vaggione. Ce dernier diplôme lui permet d'être nommé professeur des universités à l'Université Gustave-Eiffel et de diriger le Département de Cinéma, Audiovisuel, Arts Sonores et Numériques de 2006 à 2010, pour ensuite s'occuper des masters en musique (Arts, Lettres, Civilisations).  Depuis 2006, il fait partie de plus de 40 jurys de thèses nationales et internationales, dont deux au Conservatoire national supérieur de musique de Paris, ainsi que 5 jurys d'Habilitation à diriger des recherches.

### Projets et administration
De 2019 à 2022, Martin Laliberté coordonne le projet Erasmus+ Cours de composition musicale itinérante pour développer et améliorer les compétences artistiques, en collaboration avec l'Université Nova de Lisbonne, le Conservatoire National Supérieur Joaquin Rodrigo de Valencia et l'École nationale supérieure d'art de Bourges, pour lequel il donne plusieurs classes de maître en composition. Il travaille déjà, avec les mêmes partenaires, sur la deuxième édition de ce projet. 
Il est également membre de l'équipe CCAMAN (Confluences, Cinématographiques, Audiovisuelles, Musicales et Arts Numériques), ainsi que représentant du Laboratoire LISAA (Littératures, SAvoirs et Arts) et de l'Unité de Formation de Recherche (URF) Lettre, Arts, Création, Technologie (LACT) à l'Université Gustave-Eiffel.        

## Compositions
Les listes suivantes énumèrent partiellement les compositions de Martin Laliberté.

### Musique vocale
- Aube, adieu…[10] (1996). Pour mezzo-soprano et dispositif numérique en concert. Poèmes d’Amélie Schweiger.
- Chants de la main gauche[11] (2001). Pour ensemble vocal féminin a capella mis en mouvements. Poèmes d’Anne Hébert.
- Le Miroir d‘Orante[12] (2006). Mélodie pour voix, piano, clavier électronique et dispositif interactif. Poèmes de Perrault.
- Alba[13] (2012-2013). Opéra de chambre pour 4 chanteurs, chœur d’enfants, chœur mixte, 4 percussionnistes et dispositif numérique en direct. Livret d’Amélie Schweiger.
- Aussi bien que les cigales[14] (2014). Pour chœur mixte. Poème d’Apollinaire.
- Global refus[15] (2015). Pour mezzo-soprano, guitare et accordéon. Texte de Paul-Emile Borduas.
- Mes mains écartent le jour[16] (2016-2017). Pour mezzo-soprano, avec mises en mouvements, projections numériques et dispositif numérique en direct. Musique de Martin Laliberté et Xavier Hautbois, chorégraphie de Marisa C. Hayes, Image de Xavier Hautbois.
- Aube et Paradis[17] (2017). Pour une actrice, une mezzo-soprano, une percussionniste et un dispositif électroacoustique en direct. Poème de Marie-Aimée Coquillat-LeBreton.

### Musique instrumentale
- Les abandons de nos miroirs[18] (1990). Pour orchestre. Prix de la SACEM au Concours international de composition de Besançon[19].
- Un songe[20] (1992). Pour clavecin, contrebasse et dispositif numérique en concert.
- Avatara[21] (1995). Pour flûte basse et dispositif numérique en concert.
- Ce qui se passa la nuit[22] (1997). Pour guitare électrique et traitements en direct.
- Il... mais il...[23] (2002). Pour violon, percussion et piano.
- Étude pour une vague haute[24] (2012). Pour quatuor de percussions à clavier ou quatuor de guitares électriques ou trio de guitares électriques et basse électrique.
- Riorim[25] (2021). Pour quatuor à cordes et dispositif numérique image et son en direct. Images Florent Di Bartolo[9].

### Musique électroacoustique et informatique
- Idée cubique[26] (1986). Pour bande seule.
- Bababadalgharaghtakamminarronnkonnbronntonneronntuonnthunntrovarr-hounawnzkwntoo-hoohoodenenthurnuk (the fall)[27] (1998). Version pour bande seule.
- Ballet de la Nuit, première nuit[28] (2018). Vidéo-danse sur support fixe, en collaboration avec le réalisateur Yotam Calo’Livne.
- Portraits au féminin (2020). Drames radiophoniques pour récitants et transformations informatiques. Livret de Giordano Ferrari.

1. Le visage d'Estia[29]
2. La voix et son double[30]
3. Le blé de Demetra[31]

## Publications
En plus de sa carrière et sa recherche en composition, Martin Laliberté est aussi un auteur scientifique prolifique. Les sections suivantes énumèrent quelques types de publications de Martin Laliberté.

### Contributions à des ouvrages scientifiques
- Aspects électroacoustiques et mixtes dans Einstein on the Beach de Glass et Wilson dans L'opéra éclaté. La dramaturgie musicale entre 1969 et 1984 (2006)[33].
- Actuality and Prospects of Pierre Schaeffer's Thought dans Pierre Schaeffer Polycrhome Portraits. (2008)[34]
- Le compositeur et son dispositif dans Numérique et transesthétique. (2012)[35]
- Karlheinz Stockhausen et Gesang der Jünglinge : convergences et métamorphoses de la pensée sérielle d’un ancien 'adolescent dans la fournaise' dans La création artistique en Allemagne occupée (1945-1949). Enjeux esthétiques et politiques. (2015)[36]
- L'improvisation dirigée et la gestuelle chez Zappa : le cas du film 'Baby Snakes' dans Frank Zappa L'un et le Multiple. (2017)[37]
- Musiques électroacoustiques et pensée magique : avant l'IMEB, le cas Schaeffer dans Machines, magie, médias. (2018)[38]
- Les technologies comme amplificateur et créateur d'espaces sensibles pour la scène contemporaine dans Actes du Colloque : Espaces Sensibles. (2018)[39]
- Musique concrète et mythe d’Orphée : échos d’une pensée magique aux racines de la musique électroacoustique dans Orphée aujourd'hui. Lire, interpréter... (2019)[40]

### Articles et communications
- À la recherche du nouvel instrument dans Entretemps : musique contemporaine. (1992)[41]
- Orchestration, mixité et pianisme dans 'Saturne' d'Hugues Dufourt dans Les cahiers du CIREM. (1995)[42]
- Les 'supercordes' une nouvelle métaphore musicale ? dans La métaphore lumineuse, L'Harmattan. (2003)[43]
- Préalables à une réflexion sur le temps musical et ses liens avec la physique contemporaine dans Filigrane, no 10, Musique et Rythme. (2009)[44]
- Les Diables de Loudun dans Fiction de l'histoire. Formes et imaginaires de la rupture, II. (2012)[45]
- Wagner après 1945 : réinterprétations et renaissance dans Revue Française d'Histoire des Idées Politiques. (2015)[46]
- Percussification de la culture sonore après 1900 : les indices du fonds des comédies de l’Association de la Régie Théâtrale dans Le triomphe de la scène intermédiale. (2017)[47]
- Jean Cocteau, Pablo Picasso, Léonide Massine et Erik Satie : 'Parade', 1917, et les avant-gardes dans L’Âge d’or. Images dans le monde ibérique et ibéroaméricain. (2018)[48]
- Une aria électroacoustique : 'L'air du Ver' du 'Re Orso' de Marco Stroppa dans Actes du Colloque International. (2018)[49]
- Frédéric Chopin, entre exacerbation romantique du modèle vocal et innovations percussives : une mixité dynamique dans Poznańskie Studia Polonistyczne, Seria Literacka. (2021)[50]
- Electroacoustic performance as an act of creation: in praise of the bric-à-brac dans NOVA contemporary music meeting. (2023)[51]